# Emplectanthus
Emplectanthus é um género de plantas com flores pertencentes à família Apocynaceae.
A sua área de distribuição nativa é a África Austral.
Espécies:
- Emplectanthus cordatus N.E.Br.
- Emplectanthus dalzellii D.G.A.Styles
- Emplectanthus gerrardii N.E.Br.